# هوارد لان
هوارد لان (بالإنجليزية: Howard Lane)‏ هو مهندس معماري أمريكي، ولد في 13 أكتوبر 1922 في شيكاغو في الولايات المتحدة، وتوفي في 3 نوفمبر 1988 في سانتا مونيكا في الولايات المتحدة.